# استان‌های ارمنستان
جمهوری ارمنستان از ۱۰ استان و ۱ شهر با وضعیت ویژه تشکیل شده‌است. در زبان ارمنی به استان «مرز» (به خط ارمنی: մարզ) می‌گویند که وام‌واژه‌ای است از زبان پهلوی.

## مشخصات استان‌ها به ترتیب نقشه
نام استان‌های ارمنستان به ترتیب شماره‌گذاری‌شده بر روی نقشه بدین ترتیب است:
| شماره | استان մարզ       | به ارمنی    | مرکز      | مساحت km2 | جمعیت (۲۰۱۱) | تراکم جمعیت |
| ----- | ---------------- | ----------- | --------- | --------- | ------------ | ----------- |
| ۱     | استان آراگاتسوتن | Արագածոտն   | آشتاراک   | ۲٬۷۵۶     | ۱۳۲٬۹۲۵      | ۴۸          |
| ۲     | استان آرارات     | Արարատ      | آرتاشات   | ۲٬۰۹۰     | ۲۵۲٬۶۶۵      | ۱۲۵         |
| ۳     | استان آرماویر    | Արմավիր     | آرماویر   | ۱٬۲۴۲     | ۲۶۵٬۷۷۰      | ۲۱۴         |
| ۴     | استان گغارکونیک  | Գեղարքունիք | گاوار     | ۵٬۳۴۹     | ۲۳۵٬۰۷۵      | ۴۴          |
| ۵     | استان کوتایک     | Կոտայք      | هرازدان   | ۲٬۰۸۶     | ۲۵۴٬۳۹۷      | ۱۲۲         |
| ۶     | استان لوری       | Լոռու       | وانادزور  | ۳٬۷۹۹     | ۲۳۵٬۵۳۷      | ۶۲          |
| ۷     | استان شیراک      | Շիրակ       | گیومری    | ۲٬۶۸۰     | ۲۵۱٬۹۴۱      | ۹۴          |
| ۸     | استان سیونیک     | Սյունիք     | کاپان     | ۴٬۵۰۶     | ۱۴۱٬۷۷۱      | ۳۲          |
| ۹     | استان تاووش      | Տավուշ      | ایجوان    | ۲٬۷۰۴     | ۱۲۸٬۶۰۹      | ۴۸          |
| ۱۰    | استان وایوتس‌جور  | Վայոց Ձոր   | یغگنادزور | ۲٬۳۰۸     | ۵۲٬۳۲۴       | ۲۳          |
| ۱۱    | ایروان           | Երևան       | ایروان    | ۲۲۳       | ۱٬۰۶۰٬۱۳۸    | ۴٬۷۵۴       |
|       | مجموعاً           |             |           | ۲۹٬۸۰۰    |              |             |

## نگارخانه

ارمنستان